# ماهی‌مرغ
ماهی‌مرغ (نام علمی: Ichthyornis) نام یک سرده از پرندگان منقرض‌شدۀ راستۀ ماهی‌مرغ‌سانان یا کلاد ماهی‌مرغان	Ichthyornithes در رده پرندگان است.